# 松原望
松原 望（まつばら のぞむ、男性、1942年7月12日 - ）は、日本の統計学者・数理社会学者。東京大学名誉教授、聖学院大学客員教授。

## 来歴

### 学歴
- 1966年 東京大学教養学部基礎科学科卒業。
- 1972年 統計学博士号(Ph.D)取得。博士論文名："Test Procedures for General Lehmann Alternatives"（博士論文主査はHerman Chernoff）

### 職歴
- 1966年 文部省統計数理研究所第一研究部第一研究室研究員（数理統計学、確率過程論、不変測度論を研究）
- 1968年8月 同所在職のまま、米国スタンフォード大学大学院統計学博士課程に留学。
- 1972年 統計数理研究所第一研究部第三研究室に復帰。(ベイズ意思決定理論（統計的決定理論）を研究）
- 1977年 同所退所、筑波大学社会工学系助教授（意思決定理論、多変量解析、社会工学を研究・教育）
- 1985年-1986年 イェール大学政治学部フルブライト客員研究員。（国際政治学における権力概念の数理モデルを研究。論文名："Conflicts and Limits of Power"）
- 1986年 筑波大学退官、東京大学教養学部社会科学科教授（統計学教室）
- 1996年 東京大学大学院総合文化研究科・教養学部教授（統計部会）(東京大学の組織変更による)
- 1999年 同大学大学院新領域創成科学研究科教授(環境学専攻国際環境協力コース担当)（併任）
- 2003年3月 同大学を定年退職、4月上智大学外国語学部（国際関係論副専攻）教授
- 2008年4月 同大学退職、聖学院大学大学院政治政策学研究科教授

## 著書

### 単著
- 『意思決定の基礎』（朝倉書店, 1977年／新版, 1985年）
- 『統計的決定』（放送大学教育振興会, 1992年）
- 『統計の考え方』（放送大学教育振興会, 1996年）
- 『わかりやすい統計学』（丸善, 1996年／第2版, 2009年）
- 『計量社会科学』（東京大学出版会, 1997年）
- 『ゲームとしての社会戦略――計量社会科学で何がわかるか』（丸善, 2001年／増補版, 2008年）
- 『入門確率過程』（東京図書, 2003年）
- 『社会を読みとく数理トレーニング――計量社会科学入門』（東京大学出版会, 2004年）
- 『入門統計解析』（東京図書, 2007年）
- 『入門ベイズ統計――意思決定の理論と発展』（東京図書, 2008年）
- 『社会を読み解く数学』（ベレ出版, 2009年）
- 『（改訂版）入門ベイズ統計』（東京図書, 2024年）

### 共著
- （小林敬子）『数学の基本やりなおしテキスト』（ベレ出版, 2007年）
- （森本栄一）『わかりやすい統計学ーデータサイエンス基礎』（丸善出版, 2021年）
- （森本栄一）『わかりやすい統計学ーデータサイエンス応用』（丸善出版, 2023年）

### 編著
- 『統計学100のキーワード』（弘文堂, 2005年）

### 共編著
- （佐伯胖）『実践としての統計学』（東京大学出版会, 2000年）
- （丸山真人）『変貌するアメリカ太平洋世界（6）アジア太平洋環境の新視点』（彩流社, 2005年）
- 『統計応用の百科事典』松原望・美添泰人・岩崎学・金明哲・竹村和久・林文・山岡和枝編、丸善出版、2011年
- 『国際政治の数理・計量分析入門』松原望・飯田敬輔編、東京大学出版会、2012年

### 訳書
- R・E・ヘンケル『統計的検定――統計学の基礎』（朝倉書店, 1982年）
- E・S・クェイド『戦略的意思決定の基礎』（丸善, 1987年）
- マイケル・テイラー『協力の可能性――協力、国家、アナーキー』（木鐸社, 1995年）
- ジャン・ピアジェ, ロランド・ガルシア『精神発生と科学史――知の形成と科学史の比較研究』（新評論, 1996年）